# Hałyna Hereha
Hałyna Fedoriwna Hereha (ukr. Галина Федорівна Герега; ur. 9 sierpnia 1959 w Hłynciu) – ukraińska przedsiębiorczyni, samorządowiec i milionerka.
Jest współzałożycielką i współwłaścicielką ukraińskiej sieci hipermarketów branży budowlanej Epicentr K. Od 20 kwietnia 2011 roku do 5 czerwca 2014 roku była zastępczynią mera i sekretarzem Rady Miejskiej Kijowa, a od 2012 do 5 czerwca 2014 roku pełniła obowiązki mera Kijowa.

## Młodość i wykształcenie
Urodziła się 9 sierpnia 1959 we wsi Hłyneć w obwodzie lwowskim. W latach 1974–1978 studiowała we Lwowskiej Spółdzielczej Szkole Technicznej. Wykształcenie wyższe uzyskała w Kijowskim Instytucie Handlowo-Ekonomicznym na Wydziale Technicznym. W 1983 roku ukończyła z wyróżnieniem Kijowski Narodowy Uniwersytet Handlu i Ekonomii. W 2015 roku obroniła pracę doktorską o temacie „Efektywność ekonomiczna galerii handlowych”.

## Biznes
W latach 1994–1998 była zastępcą dyrektora w przedsiębiorstwie Hłyboczycia.
W latach 1998–2003 zajmowała stanowisko dyrektora finansowego w firmie Cermet AHS.
6 grudnia 2003 roku wraz z mężem Oleksandrem Herehą założyła przedsiębiorstwo Epicentr K. Pierwszy sklep budowlany należący do firmy powstał przy ulicy Bratysławskiej w Kijowie. Była to jedna z pierwszych ukraińskich firm, które miały własną hurtownię. Z czasem Epicentr K rozwinęło się w sieć hipermarketów branży budowlanej. W 2015 roku Hałyna Hereha posiadała 47,97% udziałów firmy, jej mąż Oleksandr Hereha 51,3%, a jej siostra Tetiana Surżyk 0,73% udziałów.
W 2015 roku magazyn Forbes umieścił ją i jej męża Oleksandra Herehę na 9. miejscu listy najbogatszych Ukraińców. W 2014 roku ich majątek został oszacowany na 0,716 mld dolarów amerykańskich, w 2015 roku na 0,611 mld dolarów, a w 2021 roku na 1,4 mid dolarów.
W 2018 roku kontrowersje wzbudziły doniesienia medialne o tym, że Herehowie nadal prowadzą działalność gospodarczą na terenach okupowanego przez Rosję Krymu.

## Polityka

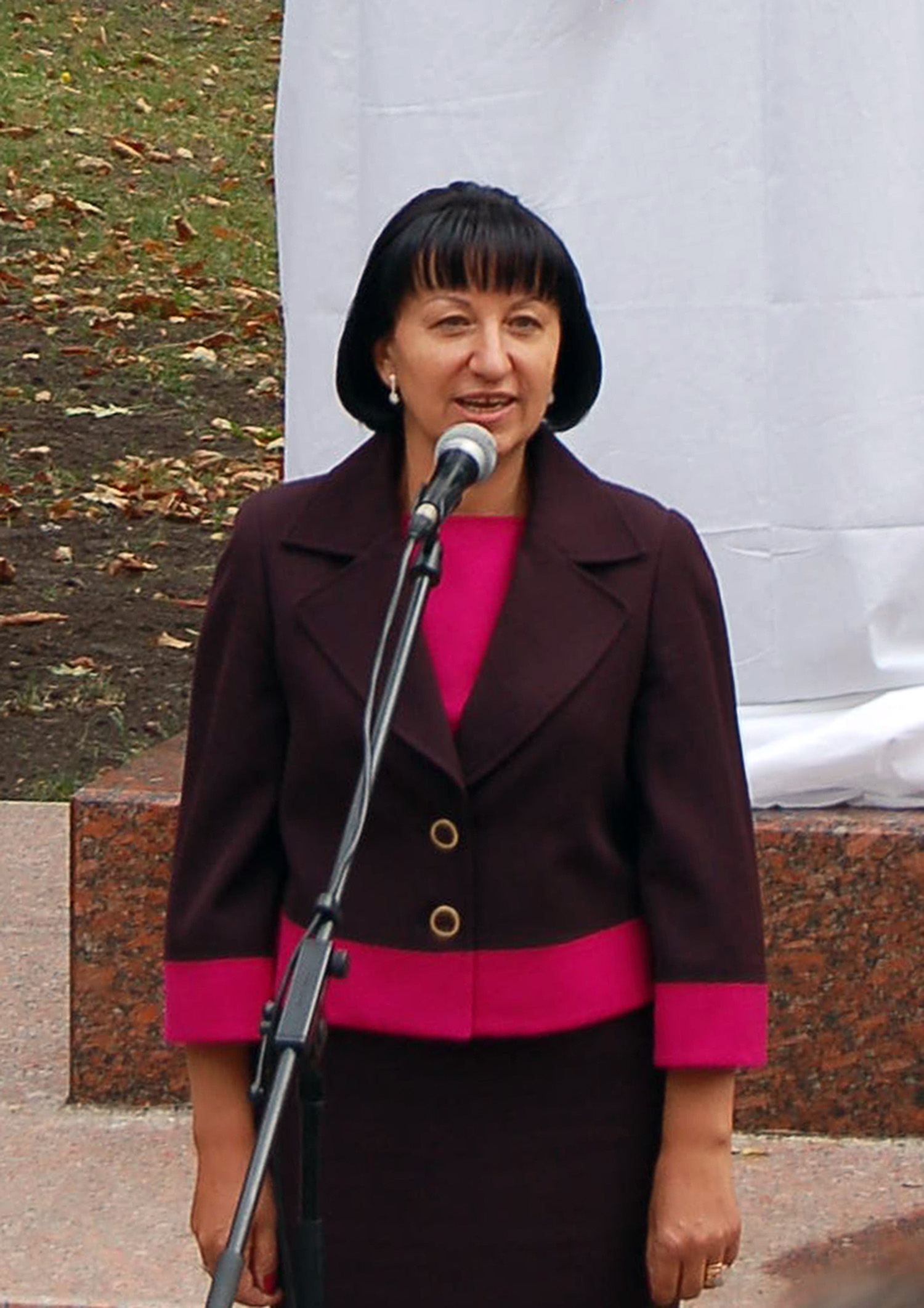
Sekretarz Rady Miejskiej Kijowa Hałyna Hereha w czasie uroczystości odsłonięcia pomnika Kapitana Petki Wojewody

W 2006 roku otrzymała mandat do rady miejskiej Kijowa z ramienia ugrupowania Dobro Miejskie Kijowa (Громадянський актив Києва). Była zastępczynią rady kijowskiej.
Od 20 kwietnia 2011 roku do 5 czerwca 2014 roku była zastępczynią mera i sekretarzem Rady Miejskiej Kijowa.
W 2012 roku startowała do Rady Najwyższej. Zwycięstwo odniósł jednak jej przeciwnik, Andrij Illenko. Również w 2012 roku przejęła obowiązki mera Kijowa z powodu dymisji Łeonida Czernoweckiego. Pełniła urząd do 5 czerwca 2014 roku, kiedy obowiązki przejął nowo wybrany mer Witalij Kłyczko
W 2014 roku została szefem Ukraińskiego Instytutu Badań nad Ekstremizmem.
W listopadzie 2018 roku była jedną z osób, na którą Rosja nałożyła sankcje.

## Zaangażowanie w wojnę z Rosją
Po inwazji Rosji na Ukrainę w 2022 roku wraz z mężem wsparła armię ukraińską sumą o wartości ponad 3,4 miliona dolarów amerykańskich na ciężarówki, autobusy i sprzęt budowlany. Wsparli przede wszystkim utworzenie sztabu humanitarnego, który udziela pomocy ukraińskim wojskowym i cywilom. Trwającą wojnę nazwali zbrodnią i wezwali do osądzenia prezydenta Rosji Władimira Putina w Międzynarodowym Trybunale Karnym.

## Życie prywatne
Jej mężem jest Oleksandr Hereha. Razem mają syna Tarasa Hereha. Wraz z mężem i ze swoją siostrą Tetianą Surżyk, Hałyna Hereha dzieli większość udziałów w firmie Epicentr K.

## Odznaczenia
- Order „Za zasługi” III klasy – 2 września 2009, za znaczący wkład osobisty w rozwój przedsiębiorczości i infrastruktury rynkowej na Ukrainie, znaczące osiągnięcia w działalności zawodowej oraz z okazji Dnia Przedsiębiorcy[10]
- Order „Za zasługi” II klasy – 5 lipca 2012, za znaczący wkład osobisty w przygotowanie finału Mistrzostw Europy w Piłce Nożnej 2012 na Ukrainie, pomyślną realizację projektów infrastrukturalnych, zapewnienie ładu i porządku oraz bezpieczeństwa publicznego w czasie turnieju, podniesienie międzynarodowego autorytetu państwa ukraińskiego i wyjątkowy profesjonalizm[11]
- Order „Za zasługi” I klasy – 22 stycznia 2014, z okazji Dnia Jedności i Wolności Ukrainy[12]